# Igreja Reformada Unida da Igreja de Cristo (Enfield)

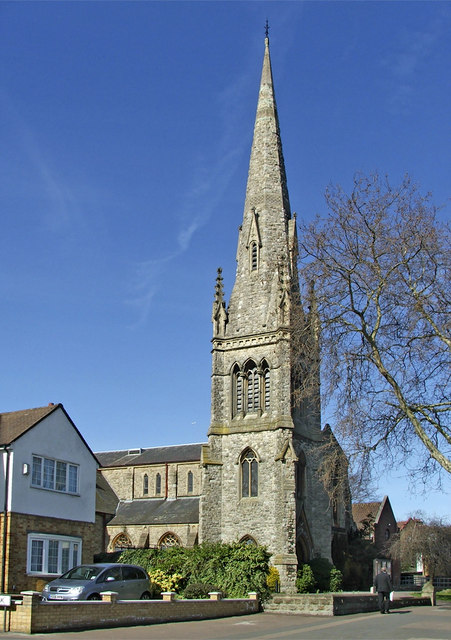
Igreja Reformada Unida da Igreja de Cristo

A Igreja Reformada Unida da Igreja de Cristo é uma igreja listada com o grau II em Chase Side, Enfield, em Londres.